# 佩利格爾湖
佩利格爾湖（法語：Lac de Péligre）是海地的湖泊，位於該國東部，由中央省負責管轄，處於阿蒂博尼特河，面積48平方公里，是該國第二大湖泊，平均水深173米。

### 脚注
1. ↑  Kidder 2003，第37頁.

### 文献
- Kidder, Tracy. . New York: Random House Publishing Group. 2003: 1–300  [2011-03-17]. ISBN 0-8129-7301-1.